# Menger

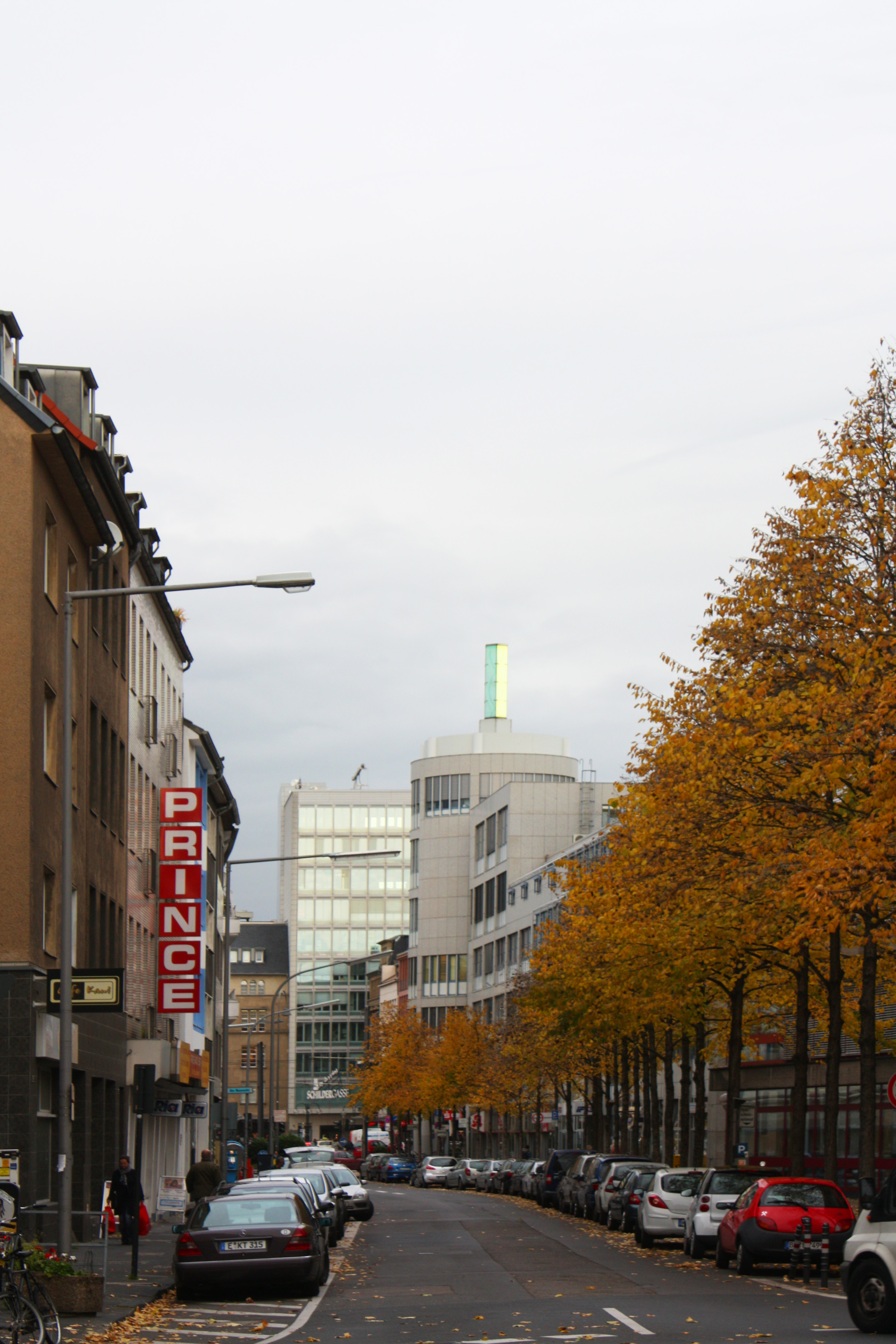
Fleischmengergasse zwischen Lungengasse und Neumarkt

Menger war eine Berufsbezeichnung für bestimmte Angehörige des mittelalterlichen Nahrungsmittelgewerbes. Der Begriff, der in besonderem Maße in der reichsstädtischen Zeit der Stadt Köln verwandt wurde, ist heute nur noch in der Benennung einer innerstädtischen Straße, der Fleischmengergasse, präsent.

## Etymologie
Nach Adam Wrede wandelte sich das Wort Menger aus dem mittellateinischen Mango (Händler), im althochdeutschen Sprachgebrauch auch mangari, zum mittelniederdeutschen Menger und zum mittelniederländischen Manger. Es findet sich später nur noch in Berufs- und Eigennamen wieder.
Der nur wenige Berufssparten erfassende Begriff Menger war nach dem Kölner Historiker und Volkskundler Wrede in altkölnischer Sprache und Schrifttum vom 12. bis gegen Ende des 16. Jahrhunderts lebendig, bevor er durch den viel weiteren, sehr viel mehr Berufsstände einbeziehenden Begriff Händler langsam verdrängt wurde. Neuere Quellen belegen seine Verwendung auch in späterer Zeit.

## Entwicklungen im Kölner Zunftwesen

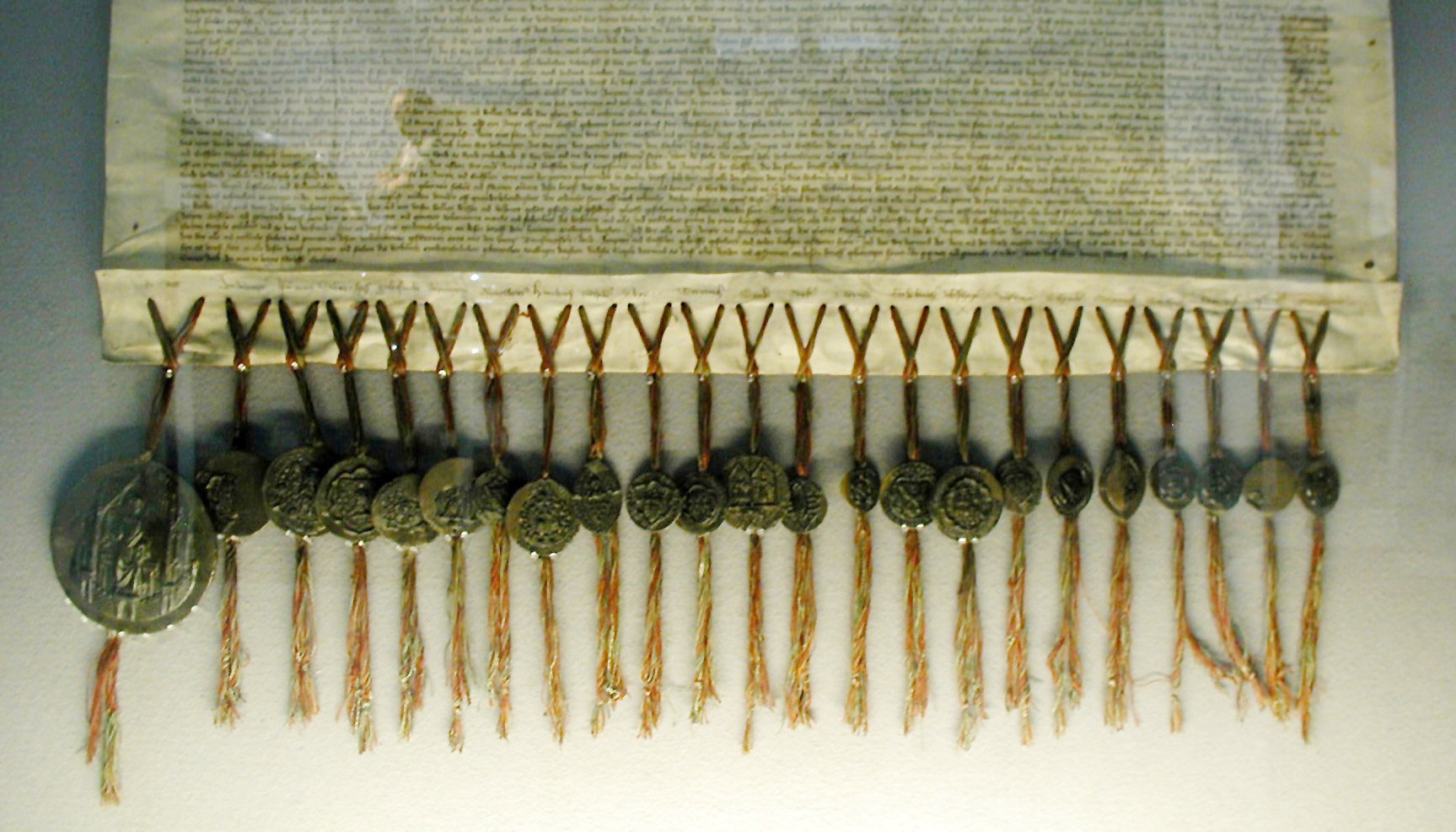
Verbundbrief mit Stadtsiegel und denen der 22 Gaffeln (Kölner Stadtmuseum)

Die im 16. Jahrhundert noch in ihrer alten Rangordnung verharrenden Gaffeln wurden vom „Wollenamt“ der Weber angeführt, „Fleyschamt“ und „Fischamt“ rangierten im unteren Drittel. Nicht alle Handwerker waren in Zünften organisiert. Bei den „Unzünftigen“ handelt es sich um personell schwach besetzte Berufszweige, die deshalb nicht zur Zunftordnung gelangten. Zu ihnen gehörten die Müller und die in vielen Bezirken der Stadt Badestuben betreibenden Bader. Die „Ackerer“ oder Ackerleute, die Gärtner und Weingärtner bildeten keine Zunft, sie hatten sich in den Bauerbänken organisiert.
Zur überkommenen Hierarchie in den einzelnen Zünften gehörte der Unterschied von „verdienten“ und „unverdienten“ Meistern der Handwerkerschaft. Während die Oberen der Ämter auf den 1396 im Verbundbrief  festgelegten und den im folgenden Transfixbrief bestätigten Statuten beharrten, mehrte sich im 16. Jahrhundert die Unzufriedenheit der „unverdienten“ Meister, die eine Teilhabe an der Führung verlangten.
Die Situation der Kölner Gaffeln stellte sich folgendermaßen dar. Niemand durfte Amtsmitglied sein, der nicht geborener oder „gegoldener“ (jemand der sich das Bürgerrecht erkauft hatte) Bürger war und sein Handwerk nicht vier Jahre oder länger erlernt hatte.
Entsprechend ihrem Ansehen, ihrer jeweiligen Tradition, aber auch ihrer Mitgliederstärke waren sie im Rat der Stadt vertreten und setzten sich dort für die Belange ihrer Mitglieder ein. Die unterschiedliche Mitgliederzahl einzelner Gaffeln zeigte sich für diese Zeit anlässlich eines Kölner Festaktes. Als sie beim Einzug des Kölner Erzbischofs Adolf von Schauenburg nach dessen Inthronisation Spalier bildeten, waren die Schmiede als stärkste Gaffel mit 500 Mann vertreten, die schwächste Gaffel war die der Schwarzhaus, der Gaffel der Färber und Waidhändler, mit 24 Personen. Vom „Fischamt“ waren es 400, von den „Fleischmengern“ oder Fleischhauern 100 Personen. Die Zahl der Gesellen war in der Regel auf höchstens zwei festgesetzt, zu denen noch eine Anzahl von Lehrlingen hinzukam.

### Fleischmenger

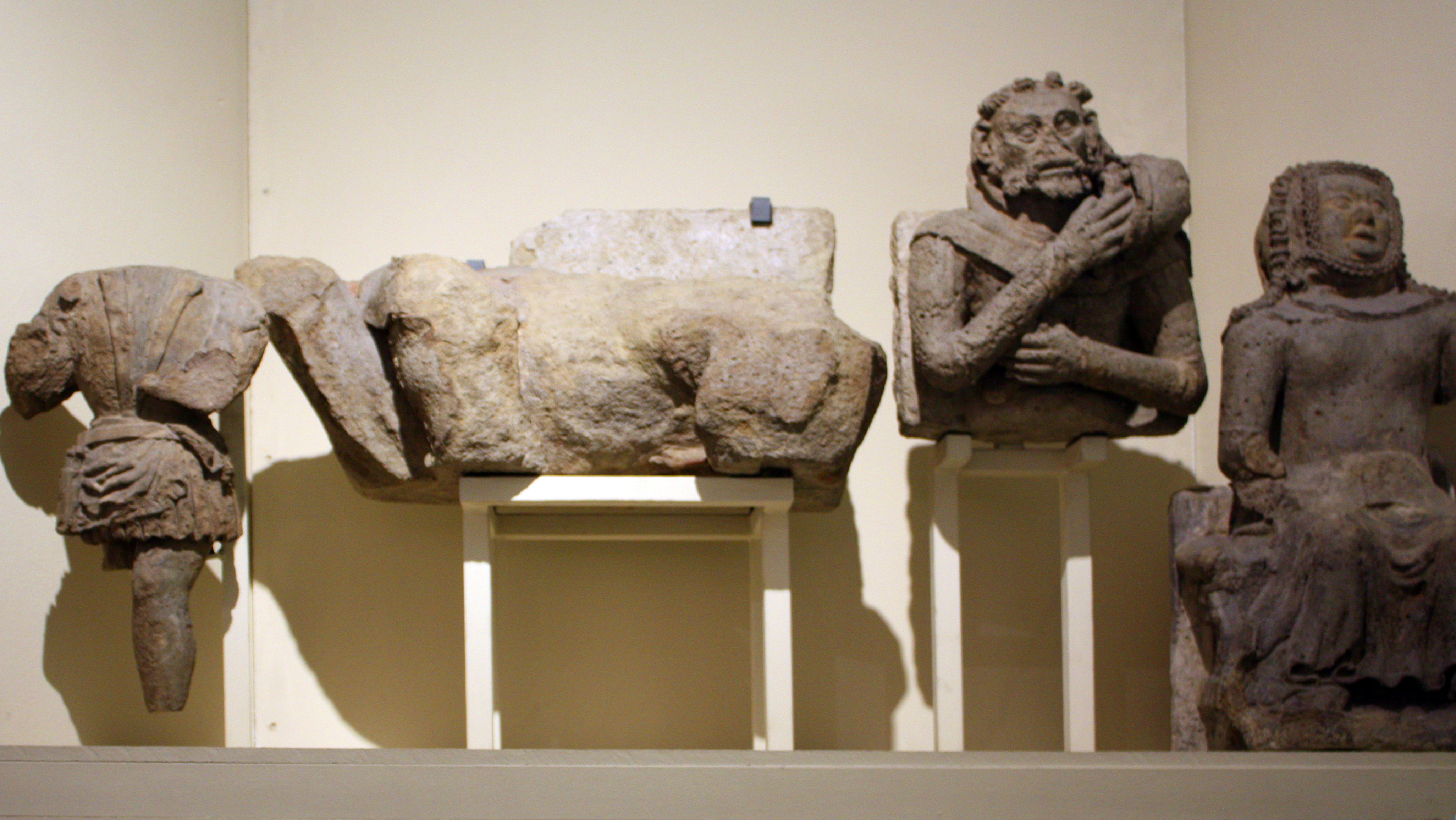
Skulpturenreste des Fleischhallentores am Heumarkt (Kölnisches Stadtmuseum)

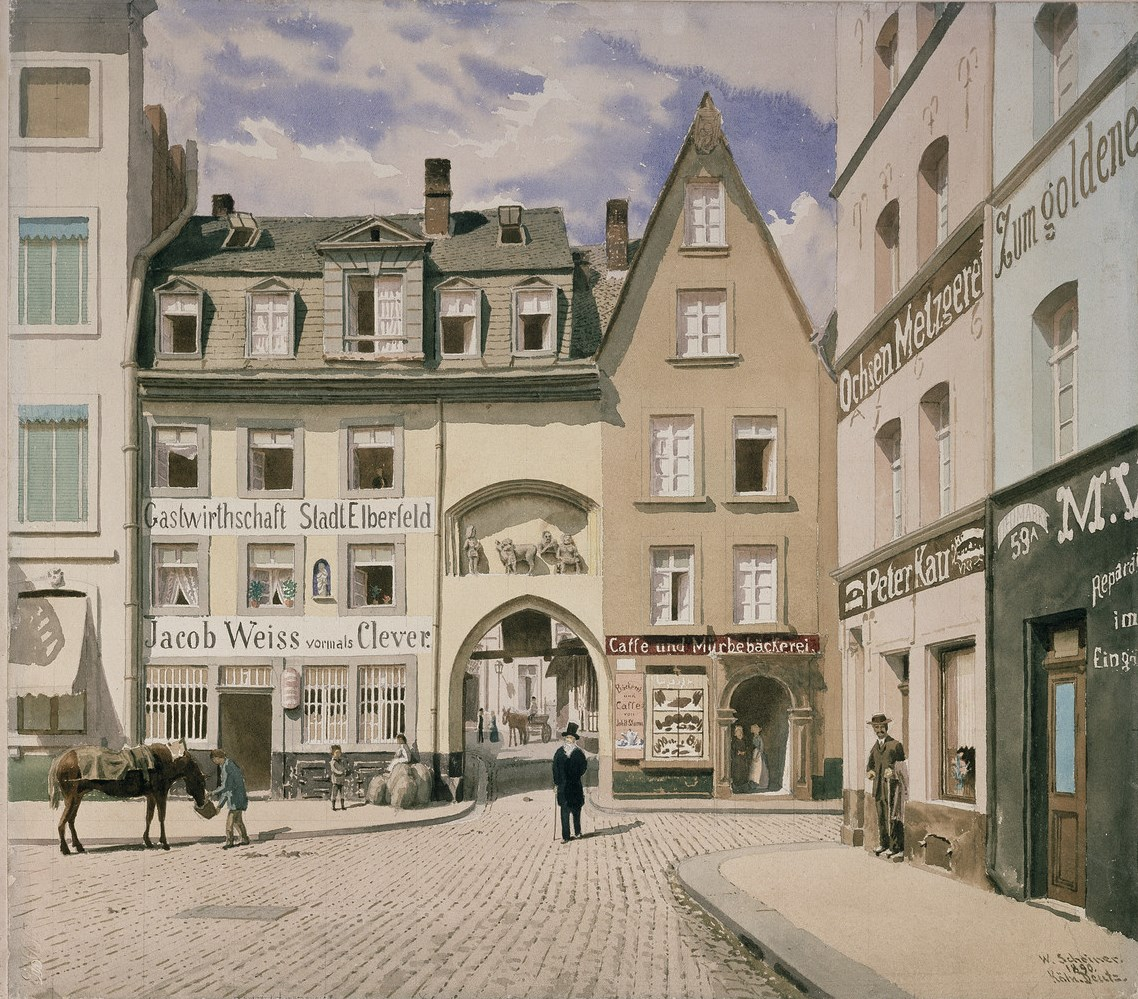
Eingangstor und Relief der 1903 abgebrochenen Fleischhalle

An der Stelle, an der die Stadt nach dem Weberaufstand von 1371 Häuser dieser Zunft beschlagnahmt und abgebrochen worden waren, ließ man 1372 durch den Stadtbaumeister „Arnold Franken“ eine neue Fleischhalle – domus novus carnium – errichten. Schon wenig später wurde eine Figurengruppe über dem Toreingang der Halle angebracht, die den Ankauf und das Schlachten des hergetriebenen Viehs symbolhaft darstellte. Die Skulpturen zeigten (rechts beginnend) ein Bauernpaar, dessen soeben verkauftes Rind von einer weiteren Person dem Metzger (im heutigen Fragmentbestand der Gruppe fehlt auch das Beil) zugeführt wurde.
Der Betrieb dieser Einrichtung, deren Innenhof von etwa 35 Fleischständen oder „Bänken“ umstanden war, wurde 1890 eingestellt. Die Einrichtung selbst wich mit anderen Gebäuden dem 1903 vorgenommenen Durchbruch der Gürzenichstraße.
Gaffelhaus der Fleischer

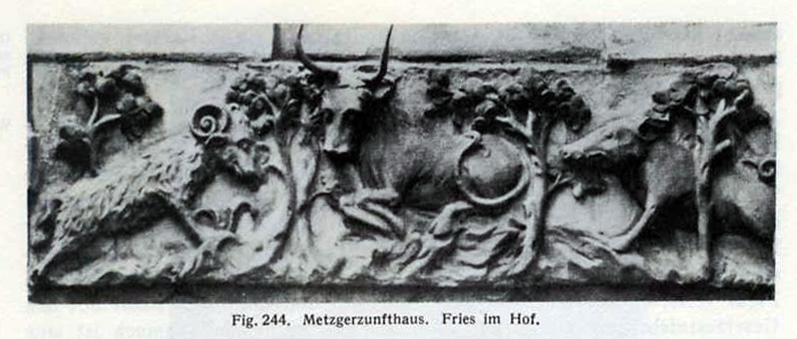
Relief am Gaffelhaus der „Fleischmenger“

1426 wurde ein Eintrag in einer Schreinsakte des Bezirks St. Martin vorgenommen, der den Erwerb des Gaffelhauses der Fleischmenger erwähnt. Es wurde als Hofstätte „Letensteyn“ oder später als „Lichtenbegh“ in der „Girgassen“, der Geyergasse oberhalb des Heumarktes, bezeichnet und wurde erster Sitz des Fleischmengeramtes. Später befand sich das Gaffelhaus der Fleischer am Heumarkt 45 im Haus zum Stern, in der Nähe der Fleischhalle.
Die zum Festakt mit einhundert Personen erschienen „Fleischmenger“ arbeiteten an 44 städtischen Verkaufsplätzen. Es waren die auch Bänke genannten Stände in den großen Fleischhallen, die sich am Heumarkt in der größten und fünf kleineren Hallen wie denen zu St. Catharinen, zu den „Weissen Frauen“ (Kloster am Blaubach), am Neumarkt, zu St. Apern und am Eigelstein befanden. So wie das Kornhaus, die Salzspeicher oder die Brothalle, waren auch die Fleischbänke im Besitz der Stadt.
Die Zahl der Meister dürfte entsprechend den Bänken 44 betragen haben. Dazu kamen etwa 30 Gesellen und Lehrlinge. Entsprechend der Zahl der Fleischbänke kam auf etwa 840 Einwohner ein Fleischer. Aufgrund der verschiedenen Fleischsorten, die je nur einer vertrieb, gab es eine Spezialisierung. Um 1576 waren es drei „Fleischmenger“, 13 „Schaffenhauer“, drei „Schwyneheuer“, drei „Rindergelder“, zwei „Schafgelder“, zwei „Kalfergelder“ und 13 „Speckheuer“, die sich auf die Hallen und Bänke verteilten.
Der Verkauf aller Fleischsorten erfolgte nach der vom Rat festgesetzten „Satzung des Fleisches“. 1584 novellierte der Rat die Zunftordnung der Fleischer. In diesem Reglement war festgelegt worden, dass keiner der Zunft dem herangeführten Vieh entgegen ziehen solle, um sich als Händler im Einkauf zu betätigen. Kein „Fleischmenger“ sollte mehr als einerlei Fleisch hauen. Keiner von ihnen, der Rindfleisch feilbot, sollte Kühe schlachten. Die Kälber blieben wiederum zweien aus den „Kälbermengern“ vorbehalten.
Wie jeder Handwerker, so hatten auch die Fleischer ihre Konkurrenten jenseits des Rheins. In einer vertraglichen Übereinkunft vom Februar 1577 wurde zwischen dem Fleischmengeramt und den Deutzer Händlern vereinbart, von den Deutzer Juden kein Vieh oder Fleisch zu kaufen. Dieser Vertrag wurde 1608 erneuert.

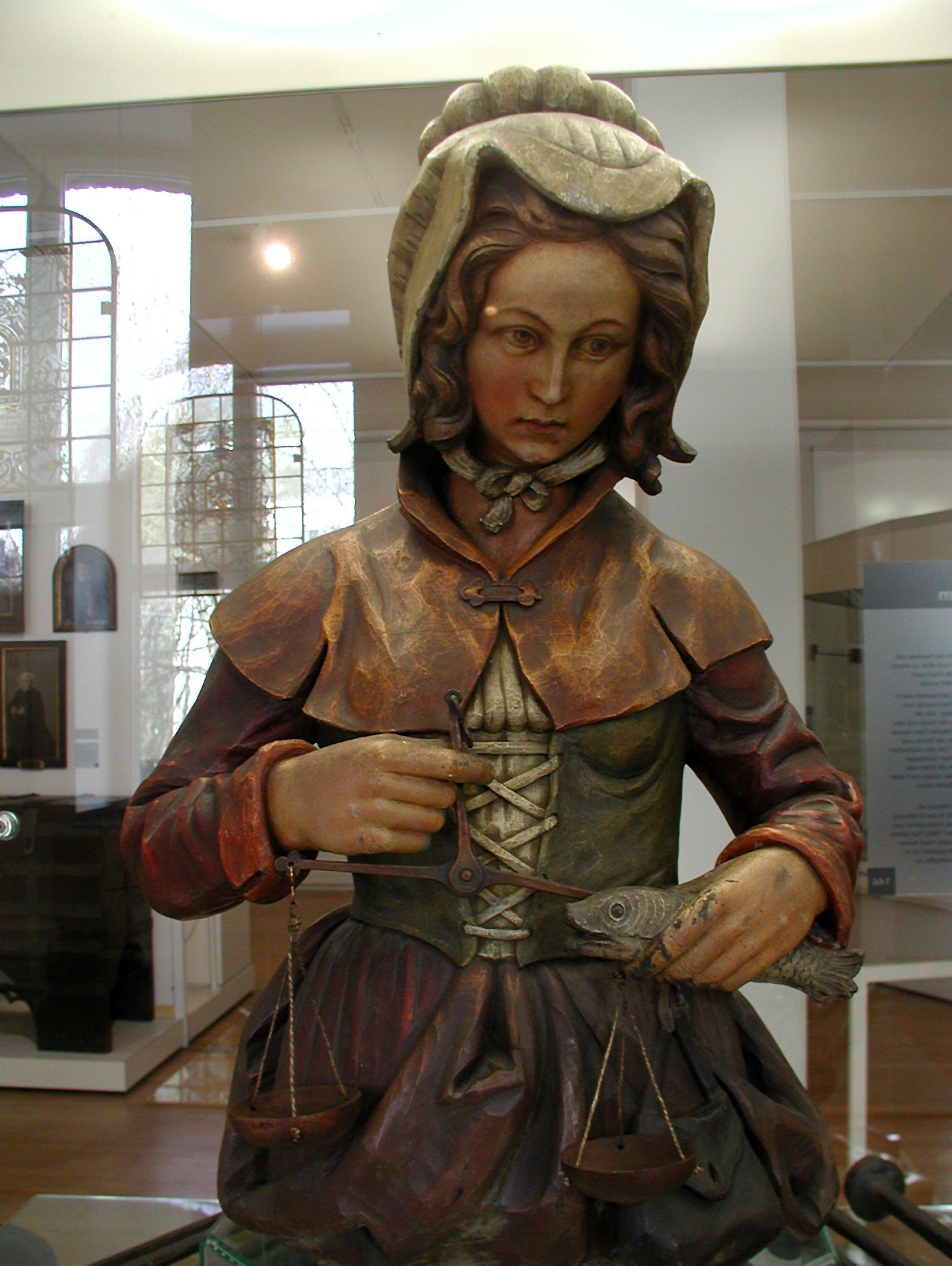
Feschwiev, Fischmarktfrau des 15. Jahrhunderts (Kölner Zeughaus)

### Fischmenger
Neben der 1360 als Porta salis genannten Salzpforte in der Rheinfront der Stadtmauer befand sich ein halbrunder Basaltturm, der ab 1422 als Zunfthaus der „Fischmenger“ diente. Der mit einem großen Saal versehene Turm wurde in der französischen Zeit abgebrochen.
Zu den Fischmengern, lateinisch mango piscarius oder piscium venditor, englisch fishmonger heißt es im alten „Grimmschen“ Lexikon: du gebest (d. i. gäbest) einen guten fischmenger, also spricht man zu Cöln, so einem die händ zittern, dann die dar fisch verkaufen, zittern trüglich mit der hand.
Die Freie Reichsstadt Köln verfügte nur in geringem Maße über eigene Fischereimöglichkeiten (vergleiche Maifisch in Poll), war jedoch zum Verkaufs- und Umschlagplatz auch dieser Ware geworden. Daher bildete sich früh ein eigenes Amt der „Fischmenger“. Zur Gaffel der Fischmenger gehörten auch die Schiffer, die erst zu Beginn des 17. Jahrhunderts ein eigenes Amt bildeten, sowie die Buchbinder, deren Gewerbe ebenfalls erst im späten Mittelalter entstand.

### Kotzmenger

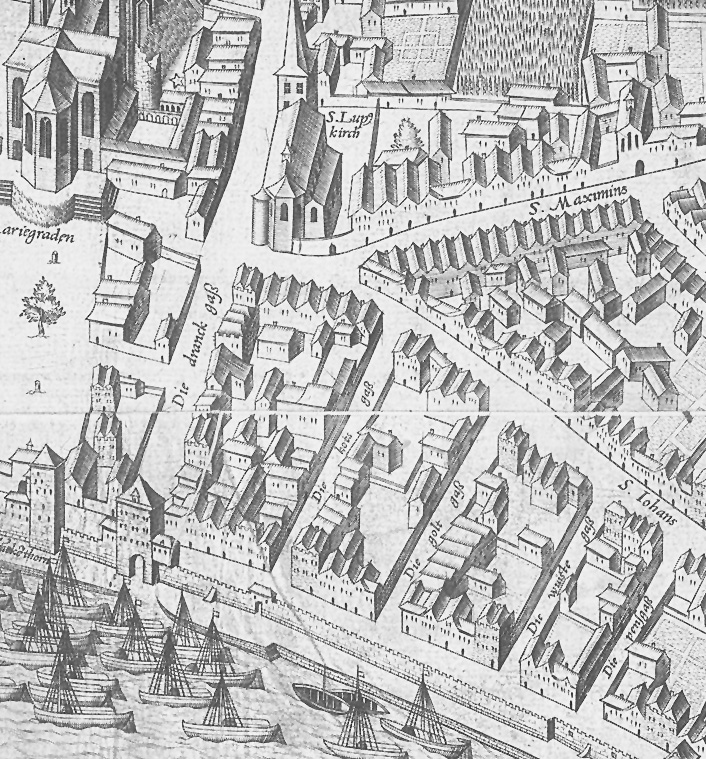
Kotzgasse und Umfeld

Die „Kotzmenger“ waren Händler und Lebensmittelverarbeiter, bei deren Ware es sich zumeist um minderwertiges Fleisch handelte. Die noch als essbar angesehenen Abfälle aus der Schlachtung waren die von den Fleischhauern meist nicht verarbeiteten Köpfe des geschlachteten Viehs, aber auch Teile der Innereien, wie Pansen, Därme und Kaldaunen (im Süddeutschen auch Kutteln genannt). Die daraus von ihnen aufbereitete Ware boten sie in der Kotzgasse der Kölner Vorstadt Niederich feil.
Die Kundschaft dieser Händler bestand vornehmlich aus wohltätigen Einrichtungen, die so für geringe Mittel die ärmste Bevölkerungsschicht versorgten, aber auch aus finanziell weniger gut ausgestatteten Studenten, die sich begnügen mussten und von ihren besser gestellten Kommilitonen abfällig Kaldaunenschlucker genannt wurden.

#### Wandel der Straßenbezeichnung
Zwischen der Johannisstraße und dem Rheinufer, der heutigen Straße Am alten Ufer, befand sich die seit dem 12. Jahrhundert erwähnte „Platea Methfredi“, die etwa ab 1200 zumeist „Waldemansgasse“ genannt wurde. Die ehemals auch lateinisch „Platea Waldemani“ genannte Straße war 1373 beidseitig an ihren Enden mit Toren versehen, deren westliches „Porta Walmanůsgasse“ hieß.
Diese Straße erhielt einen neuen Namen durch die dort seit dem 15. Jahrhundert ansässig gewordenen Kotzmenger, die diesen von den von ihnen verwerteten Schlachtabfällen bekamen, die sie von der in der Nähe gelegenen Fleischhalle in der Mauthgasse am Fischmarkt bezogen.
Im Jahr 1487 wurde in der Steuerliste das Brauhaus in der Kotzgasse angeführt, wobei für dieses ein Steuersatz von 15 Gulden vermerkt wurde. Eine Urkunde vom 16. September des Jahres 1496 führte an: „die Kotzmengersse in der Kotzgasse“. Hermann von Weinsberg erwähnte eine „Krutzmülle“ (Grut) in der Kotzgasse im Jahr 1553. Das Brauhaus bestand noch 1589, es wurde nun mit der Bezeichnung „Brauhaus zum Holtshof mit der Pforte“ genannt. Am 24. September 1607 hieß es im Ratsprotokoll: „die Kotzmenger reinigen die Abfälle im Schlachthaus“.
Die Kotzgasse wurde vermutlich auf Bestreben von Ferdinand Franz Wallraf zuletzt zur Kostgasse. Dieser hatte wohl bei der Neu- oder Umbenennung von Kölner Straßen im Kanton Köln vorgeschlagen, analog zu der Verarbeitung der Innereien in Küchen zu Speisen und Kost, die Straßenbezeichnung Kostgasse zu nennen, die dann auf Französisch Rue des Traiteurs genannt wurde.
Die Tore der Straße wurden 1856 abgebrochen.

## Erinnerungen an die Zünfte im heutigen Stadtbild

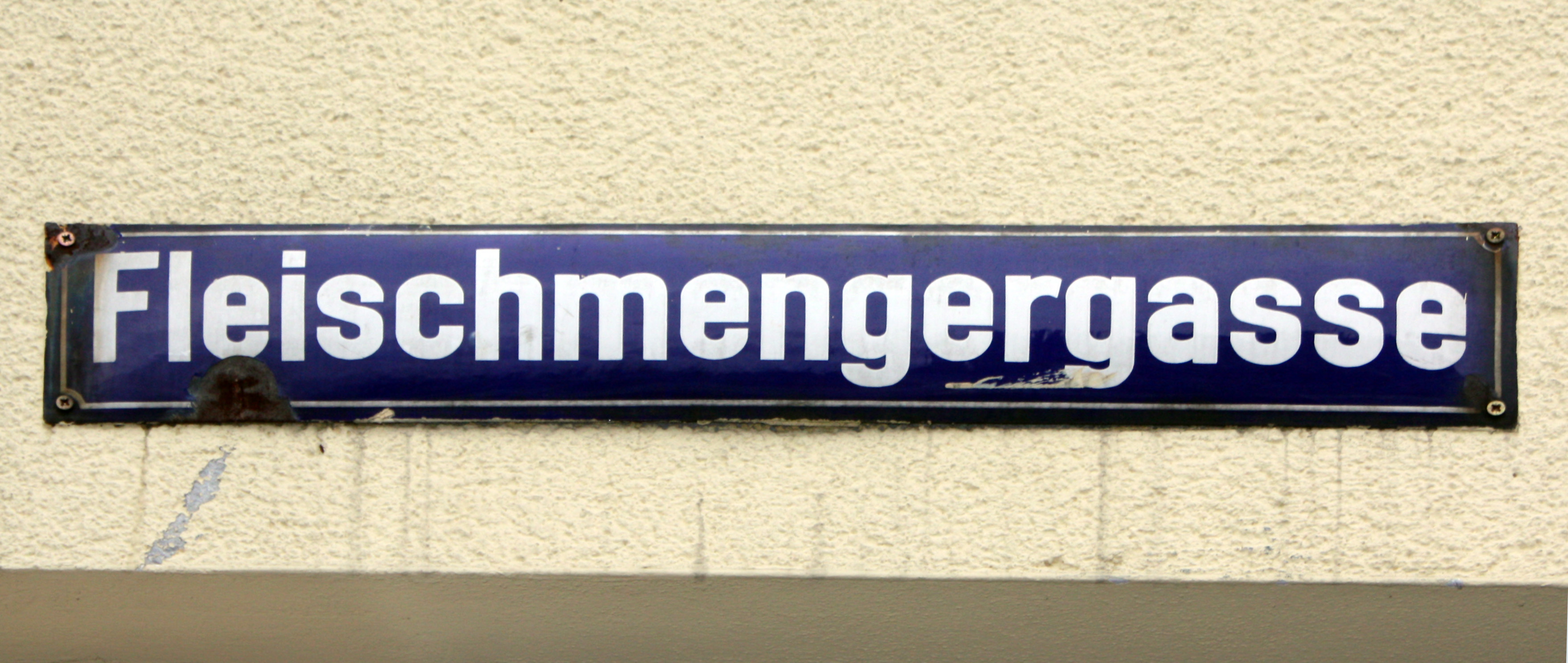
Historische Straßenbezeichnung

So wie der Eisenmarkt an eine ehemalige Gaffel erinnert, machen auch weitere Straßen und Gassen Kölns auf andere vergangene Zünfte aufmerksam. So die Schildergasse, die Kämmer- und Hämmergasse, die Weberstraße, das Seidmachergässchen, die Straßen Unter Goldschmied und Unter Taschenmacher, der Bitter- und Fischmarkt und viele andere. Als einzige führt jedoch die Fleischmengergasse die alte Händlerbezeichnung „Menger“ in ihrem Namen.

### Fleischmengergasse
Die Fleischmengergasse verläuft heute zwischen Anfang „Kleiner Griechenmarkt“ und Ende Neumarkt, sie umfasste ursprünglich nur das kurze Stück zwischen Neumarkt und Lungengasse, wo im späten Mittelalter die Fleischer wohnten. Sie heißt in den schriftlichen Zeugnissen 1375 „Vleischmengergasse“, 1403 „Vleysmengergasse“ an dem „Neumarte“, 1813 „Rue de Bouchers“-, dann „Fleischmängergasse“, in Kölner Mundart „Fleischmengerjass“ und heute amtlich Fleischmengergasse.